# 東武ホテルレバント東京
東武ホテルレバント東京（とうぶホテルレバントとうきょう、英: Tobu Hotel Levant Tokyo）は、東京都墨田区錦糸に所在するホテル。東武鉄道が運営する東武ホテルチェーンの旗艦ホテルである。運営は東武ホテルマネジメント。東京ディズニーリゾート・グッドネイバーホテルの一つ。また同じ東武グループである東京スカイツリーのオフィシャルホテルの一つでもある。高さは94.6m。

## 特徴
1997年（平成9年）6月、東武鉄道創業100周年記念事業の一環として当初「錦糸町東武ホテルレバント」として錦糸町駅北口再開発で新しく造成されたアルカタワーズ中央に開業。当初はラマダ・インターナショナル・ホテルズ・アンド・リゾーツと提携し「ラマダホテル錦糸町東武」の副名称を持っていた。また2006年（平成18年）3月まで「東京マリオットホテル錦糸町東武」としてマリオット・インターナショナルと提携していた。2006年4月1日より東武ホテルレバント東京に名称を変更した。
2012年、東京スカイツリーオフィシャルホテル3ホテルのうちの一つとなる（他2つはコートヤード・マリオット銀座東武ホテル、成田東武ホテルエアポート）。
客室はシングルからスイートまでの全383室で、高速インターネット接続可能。客室は南北にあり、特に北側客室からは東京スカイツリーの全貌を望むことが出来るため人気が高い。2012年の東京スカイツリー開業時からは、東京スカイツリー公式キャラクター「ソラカラちゃん」の世界観たっぷりな「ソラカラちゃんルーム」を2室設営。ファミリーやカップルに好評を博していた（のちにミキハウス子育て総研「ウェルカムベビーのお宿」認定の「ファミリールーム」に改装された）。
2010年秋にレストランを改装再オープンした。2Fスーパーダイニング「ヴェルデュール」は長さ30ｍのブッフェ台に洋中和の料理とデザートがずらりと並ぶ人気のブッフェレストラン。24F「スカイツリービューレストラン＆バー簾」は、南北の大きな窓からの眺望が自慢で、南側は東京タワーを含む湾岸と都心の夜景、北側は東京スカイツリーの全貌が昼夜ともダイナミックに眺められる。
東京駅から総武快速線で約18分と好立地でもあり、大小宴会場を10室、その他神殿やチャペルも完備しているため、結婚式＆披露宴の利用も多い。6Fにあるガーデンチャペルでは、東京スカイツリーをバックに結婚式を挙げることが出来る。また、館内チャペルや神殿で挙式後、東京スカイツリーに向かってのバルーンリリースや、スカイツリーをバックに記念写真を撮ることが可能である。

## 客室
- 23F ： レバントフロア（レバントスイート・あずまスイート・デラックスツイン）
- 7F - 22F ： レギュラーフロア（シングル・カジュアルツイン・スタンダードツイン・ダブル他。ダブルは20F以上。）

あずまスイートと、ファミリールーム、コーナーフォースは全室スカイツリービュー（北側）。
公式サイトの客室案内にはない が、22Fにエアウィーヴマットレスを備えたコンフォートルームがある（ダブル・ツイン各1室。いずれもシティビュー＝南側）。
シティホテルで一般的に行われている、ダブルルームのシングルユース販売はしていない。

## 設備
- 1F ： フロントレセプション

館内レストラン・ラウンジ
- 2F ： スーパーダイニング「ヴェルデュール」（ブッフェレストラン）

　　　　　中国料理「竹園」
- 24F ： スカイツリー®ビューレストラン&バー簾 （日本料理）
- 1F ： クリスタルムーブメント （ロビーラウンジ）

宴会場
- 3F - 4F ： 大小10室 （最大で立食800名可能）

結婚式場
- 3F ： 神殿
- 6F ： チャペル・ガーデンチャペル

ショップ
- 1F ： ホテルショップ（東京スカイツリー®関連グッズ有）

その他
- 3F ： 美容室、写真室
- 1F ： ブライダルサロン、ドレスショップ

## アクセス
- 鉄道
  - JR総武快速線、総武緩行線「錦糸町駅」北口・東京メトロ半蔵門線「錦糸町駅」3番出入口より徒歩3分
- バス
  - 成田国際空港・東京国際空港から東京空港交通のリムジンバスが運行されている。
  - 東京駅・東京スカイツリータウンからのバス（スカイツリーシャトル、東武バスセントラル・ジェイアールバス関東）が運行されている。
- 車
  - 首都高速7号小松川線錦糸町出入口から四ツ目通りを北上。地下に駐車場あり。